# 味村治
味村 治（みむら おさむ、1924年2月6日 - 2003年7月25日）は、日本の官僚。東京高等検察庁検事長。第三次中曽根康弘内閣、竹下登内閣、宇野宗佑内閣の内閣法制局長官（1986年7月22日 - 1989年8月10日）、最高裁判所判事（1990年12月10日 - 1994年2月6日）。1996年（平成8年）11月3日、勲一等旭日大綬章受章。

## 略歴
旧満洲生まれ。六高、東京帝大卒業。東京地方検察庁検事に任官。1954年以降、1989年に内閣法制局長官で退官するまでの大半を、法務省と内閣法制局で過ごす。
法務省では商法改正作業に取り組み、内閣法制局長官時代には「旧憲法下では昭和天皇に戦争責任はない」「大喪の礼は憲法の政教分離の原則に反しない」などの見解を示したほか、新元号「平成」の決定にもかかわった。
最高裁判事時代の1992年10月29日、四国電力伊方発電所1号炉訴訟および東京電力福島第二原子力発電所1号炉訴訟において原告の上告を棄却。
退官後の1998年、東芝の社外監査役に就いた。